# Thismia panamensis
Thismia panamensis är en enhjärtbladig växtart som först beskrevs av Paul Carpenter Standley, och fick sitt nu gällande namn av Fredrik Pieter Jonker. Thismia panamensis ingår i släktet Thismia och familjen Burmanniaceae. Inga underarter finns listade i Catalogue of Life.